# Miejska Góra (Beskid Niski)
Miejska Góra (643 m n.p.m.) – szczyt w północno-zachodniej części Beskidu Niskiego.

## Położenie
Wznosi się w zwartym i dobrze wyróżniającym się masywie, tworzonym jeszcze przez Suchy Wierch (652 m n.p.m.) i Łysą Górę (636 m n.p.m.), a stanowiącym północno-zachodnie zakończenie Pasma Magurskiego. Jest najbardziej na północny wschód wysuniętym szczytem tego masywu, a odchodzące od niego na północ niskie ramię schodzi w widły Ropy i Bielanki.

## Ukształtowanie
Miejska Góra ma formę kształtnej kopy o stromych zboczach, zwłaszcza wschodnich (opadających ku dolinie Bielanki) i północnych, oraz o nieco spłaszczonej wierzchowinie. Stoki bardzo słabo rozczłonkowane, jedynie południowe rozcięte w dolnych partiach dolinkami kilku małych potoczków. W kierunku południowo-zachodnim przez wyraźne siodło (ok. 565 m n.p.m.) łączy się z centralnym i najwyższym szczytem masywu – Suchym Wierchem. Cała góra jest zalesiona: porastają ją lasy bukowe i jodłowo-bukowe ze znacznym udziałem jaworów, aktualnie (początki XXI w.) intensywnie wykorzystywane gospodarczo. Na szczycie jeszcze w końcu lat 70. XX w. stała wieża obserwacyjna.

## Nazwa
Większość stoków góry należy katastralnie do Szymbarku, który od końca XV w. do początków XVII w. posiadał prawa miejskie – stąd poszła w tych czasach i nazwa góry.

## Turystyka
Przez szczyt przebiega żółto znakowany  szlak turystyczny z Gorlic do Ropy.